# 玛丽·凯·勒图尔诺
玛丽·凯·勒图尔诺（英語：Mary Kay Letourneau，1962年1月30日—2020年7月6日）是美国西雅圖一名教師，是美國右翼眾議員约翰·施米茨之女。她的兄弟约瑟夫·E·施米茨曾任美国国防部检察长、黑水国际高管和唐納·川普總統的外交政策顾问。另一位兄弟约翰·P·施米茨曾任乔治·H·W·布什总统的副法律顾问。
勒图尔诺在亞利桑那州立大學上學時認識了第一任丈夫史蒂夫·勒图尔诺（Steve Letourneau）。两人共有四个孩子。勒图尔诺於1996年在擔任教師時與她的學生13岁的维利·法尔洛（Vili Fualaau）發生性關係，後被判入獄7年，罪名是二级儿童强奸罪。1999年，勒图尔诺與首任丈夫離婚。在勒图尔诺出獄后於2005年与法尔洛结婚，但僅維持12年的婚姻關係，兩人決定分居，直到2019年才正式離婚。兩人還育有兩個女兒。
2020年7月6日，她因大腸癌在家中病逝，终年58岁。

## 更多阅读
- Dress, C. . Trafford, BC: Trafford Publishing. 2004. ISBN 978-1412037730.
- Letourneau, Mary Kay; Fualaau, Vili.  [Only one crime, love]. Paris: Robert Laffont. 1999. ISBN 2-221-08812-3 （法语）.
- McElroy, W. . Commentary (The Independent Institute). 2004  [2020-07-11]. （原始内容存档于2017-07-22）. (Request reprint).
- Olsen, Gregg. . New York: St. Martins: True Crime. 1999. ISBN 978-1481049016.
- Robinson, J. . Overland Park, KS: Leathers Publishing. 2001. ISBN 978-1585970582.